# Lago Itasca
lago Itasca è un lago degli Stati Uniti d'America localizzato nello Stato del Minnesota settentrionale. È un lago di origine glaciale, formato dopo il ritiro dei ghiacci alla fine della glaciazione del Wisconsin. Noto per essere la fonte del fiume Mississippi, copre una superficie di 4,7 km² e si trova a 450 metri sopra il livello del mare. La sua profondità varia dai 6 agli 11 metri. Il lago è ritenuto la sorgente occidentale del Mississippi. 
L'attribuzione del primato di aver scoperto il lago come sorgente del fiume Mississippi è oggetto di dibattito. L'attribuzione più celebre è da attestarsi al geografo americano Henry Schoolcraft, che identificò il lago in una sua spedizione nel 1832 dandogli il nome attuale Itasca, ovvero una abbreviazione di veritas caput (testa vera [del fiume]). Un'altra attribuzione della scoperta viene spesso riconosciuta al patriota e geografo italiano Giacomo Costantino Beltrami, che raggiunse un altro lago di quell'area nel 1823, identificandolo come sergente settentrionale del Mississippi, a cui diede il nome di "Lago Giulia" in onore della nobildonna Giulia de' Medici Spada, sua grande amica prematuramente scomparsa nel 1820. Secondo un'ulteriore versione, le sorgenti vennero identificate nel lago Labiche che era forse già noto agli esploratori franco-canadesi .